# Lapalud
Lapalud település Franciaországban, Vaucluse megyében. Lakosainak száma 3831 fő (2022. január 1.). Lapalud Saint-Just-d’Ardèche, Saint-Marcel-d’Ardèche, Pierrelatte, Bollène és Lamotte-du-Rhône községekkel határos.

## Népesség
A település népességének változása:
| Lakosok száma | 3913 | 3812 | 3863 | 3805 | 3817 | 3830 | 3842 | 3836 | 3831 |
|               | 2013 | 2015 | 2016 | 2017 | 2018 | 2019 | 2020 | 2021 | 2022 |